# Cala des Degollador
La Cala des Degollador està situada a l'illa de Menorca i concretament dins del municipi de Ciutadella de Menorca.

## Descripció
També coneguda com sa platja Gran forma part del litoral urbà de Ciutadella. Aquest entrant de mar es caracteritza per ésser molt allargat (s'endinsa en terra ferma mig quilòmetre) i estret, té unes dimensions petites, l'aigua és tranquil·la i els seus banyistes locals solen ser famílies i turistes. Les condicions d'aquesta platja són aptes per fondeig d'embarcacions. La platja Gran també compta amb una petita cala que té el nom típic de Platja Petita. Aquesta platja disposa de servei de socorrista i de vàter. Aquesta platja s'allarga molt i els seus límits es troben d'entre Punta des Gegant i sa Galera, per accedir a sa platja es pot anar a peu i en cotxe.